# 田中式 二色刷りピンイン表記法
田中式二色刷りピンイン表記法は、田中則明が1998年に考案開発した中国語の拼音の表記法で、日本人の中国語学習者の「カタカナ離れ」を促進することを目的としたものである。

## 概要
中国人ネイティブに対し、「カタカナ」で発音しても通じない一部の拼音を赤色で表記したものである。